# Peter Pix
Peter Pix er en dansk tv-serie for børn i 12 afsnit fra 2013 instrueret af Trine Heller Jensen efter manuskript af Trine Heller Jensen og Jens Kløft.

## Afsnit
Obs! Afsnittene er oplistet i alfabetisk rækkefølge. Tilføj gerne afsnitsnumre og første sendedage.
| # | Titel           | Første sendedag |
| --- | --------------- | --------------- |
| | "Bilen"         |                 |
| Peter Pix sidder ved et bord. Han hælder morgenmad op i sin tallerken og spiser. Med næste skefuld kommer en legetøjsbil fra pakken, den spiser han også - lyden af en bilmotor, der starter - pludselig har han hjelm og motorbriller på, og han drøner med fuld fart rundt i stuen - som en bil.                                                       |                 |                 |
| | "Dugen"         |                 |
| Peter Pix læser avis og spiser en syltetøjsmad. Helt optaget af avisen, kommer han til at spilde på dugen. Dugen trækker sig væk, pakker sig sammen om Peter Pix og triller selv ind i vaskemaskinen. Dugen trykker på knappen og starter programmet og vasker Peter Pix med!                                                                            |                 |                 |
| | "Gaven"         |                 |
| Peter Pix sidder ved bordet. Han keder sig og roder med et stykke papir, han pludselig kan forme i luften til en æske. Han tager en tusch og tegner en rød streg, som pludselig bliver til gavebånd og binder sig selv rundt om kassen. Nej, det er jo en gave, og den er til mig! Peter Pix bliver glad, kysser og krammer gaven.                       |                 |                 |
| | "Kagen"         |                 |
| Peter Pix kommer ind med en lækker kage på en tallerken. Der er temmelig ulækkert på bordet, og han støvsuger en plads til kagen. Peter Pix sætter sig for at spise sin lækre kage, men som han skal til at tage sin første bid, høres lyden af støvsugeren. Mundstykket + slange kommer til syne over skulderen - den er levende!                       |                 |                 |
| | "Kærestebrevet" |                 |
| Peter Pix kommer ind med et brev, dufter spændt til det, åbner og trækker et rødt papirhjerte ud. Hjertet slår, mens han kigger på et billede af sin udkårne. Han gør sig klar til at møde hende. Prøver skjorter, sætter håret og kigger sig i spejlet. Mangler der noget? Skæg! Han afprøver nu forskellige modeller, som han "maler" på med fingrene. |                 |                 |
| | "Papkassen"     |                 |
| Peter Pix skal rydde bøger op og kommer ind med en stak flyttekasser, som han bakser med at samle. Han kigger på instruktionstegningen og går i gang med at folde. Pludselig har han foldet en flyvemaskine. Så Eiffeltårnet og til sidst en Krokodille. Peter Pix mader flyttekassen med bøgerne, og nu får han ryddet op.                              |                 |                 |
| | "Pingvinen"     |                 |
| Peter Pix sætter liggestol frem, hiver Hawaii-billede ned og slår parasol op. Badet i sollys nyder han en stor isvaffel. Men solen er varm, og isen smelter. Han løber ud i køkkenet og sætter sig ind i køleskabet. I mørket hører Peter Pix smaskelyde. Han tænder lyset og ser en pingvin, der slikker sig om munden. Og isen er væk.                 |                 |                 |
| | "Pudekamp"      |                 |
| Peter Pix banker puder i sofaen. Han vender sig for at gå, men rammes i nakken af en pude! Peter Pix samler undrende puden op og lægger den tilbage i sofaen. Han rammes igen og nu udkæmpes en drabelig kamp mod puderne og hele sofaen, der sluger ham helt.                                                                                           |                 |                 |
| | "Skoen"         |                 |
| Peter Pix kæmper med at få sko på. Men de vil ikke lege med, da hans sokker er sure. Da han vil stikke fødderne med sokkerne i skoene, bryder de sig ikke om de sure sokker og stikker af - nu går kampen ind på at fange skoene. |                 |                 |
| | "Violinen"      |                 |
| Peter Pix tager sin violin ned fra væggen og begynder at spille en melankolsk melodi, så smuk, at han får tårer i øjnene. Billedet på væggen begynder at stortude. Stearinlyset græder, blomsterne græder, vandglasset løber over. Peter Pix stopper og kigger ned - opdager, at han står i vand til anklerne.                                           |                 |                 |
| | "Vækkeuret"     |                 |
| Peter Pix ligger og sover, vækkeuret ringer på natbordet. Han ignorerer det. Uret bliver mere og mere insisterende. Dynen samarbejder med vækkeuret, og den begynder at glide af Peter Pix Hans tøj glider ind under dynen til den sovende Peter Pix og klæder ham på.                                                                                   |                 |                 |
| | "Ægget"         |                 |
| Peter Pix sætter sig ved morgenbordet for at spise et æg. Men netop som han vil slå hul på skallen, vipper ægget ud af æggebægeret og gemmer sig. Han prøver at fange det, men det stikker af. Så går den vilde æggejagt, og bedst som det lykkedes at fange det, hopper det ind i ærmet på hans trøje.                                                  |                 |                 |